# 前480年
| 千纪： | 前1千纪 |
| 世纪： | 前6世纪 \| 前5世纪 \| 前4世纪 |
| 年代： | 前510年代 \| 前500年代 \| 前490年代 \| 前480年代 \| 前470年代 \| 前460年代 \| 前450年代 |
| 年份： | 前485年 \| 前484年 \| 前483年 \| 前482年 \| 前481年 \| 前480年 \| 前479年 \| 前478年 \| 前477年 \| 前476年 \| 前475年                                                                                  |
| 纪年： | 周敬王四十年 魯哀公十五年 齐平公元年 晉定公三十二年 秦悼公十一年 楚惠王九年 宋景公三十七年 卫庄公元年 陳湣公二十二年 蔡成侯十一年 郑声公二十一年 燕孝公十三年 吴王夫差十六年 越王勾践十七年 杞湣公七年 |

## 大事記
- 8月，溫泉關戰役，波斯王澤克西斯一世親率陸軍 30 萬及戰艦 1000 艘再度進兵希臘。
- 9月，萨拉米斯战役，地米斯托克利指揮希臘海軍，將大約六百艘波斯軍艦誘入薩拉米灣，然後予以一舉殲滅。
- 衛出公之父衛莊公 (蒯聵)發動政變，成為衛國國君。
- 冬，魯國和齊國講和。子服景伯到齊國去，子貢做副使。

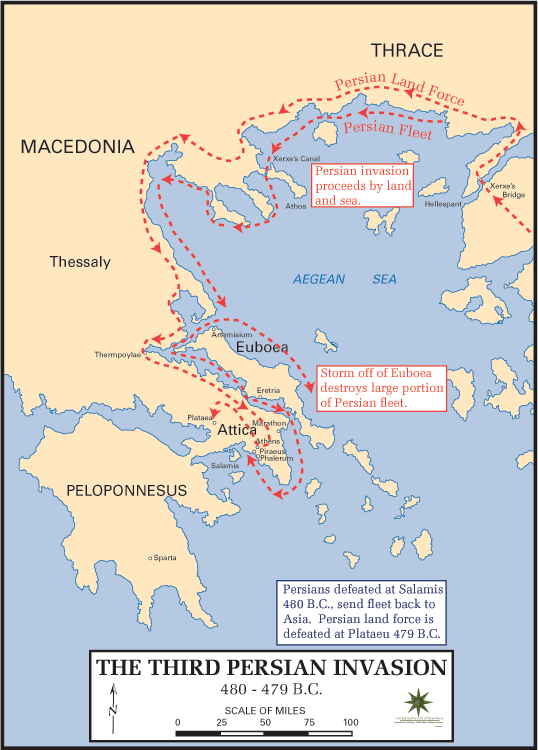
前480－479年波斯人入侵希臘。

## 出生
- 欧里庇得斯，與埃斯庫羅斯和索福克勒斯並稱為希臘三大悲劇大師。
- 菲迪亞斯，是古希臘的雕刻家、畫家和建築師，被公認為最偉大的古典雕刻家。

## 逝世
- 子路，孔子的一個有名弟子。
- 列奧尼達一世。古代斯巴達國王，妻子是戈耳戈。他率領的300斯巴達士兵在第二次波希戰爭中的英勇表現使他成為了古希臘英雄人物。